# Дыдышко, Александр Иванович
Александр Иванович Дыдышко (1 июля 1911, Верхнеднепровск — 5 февраля 1944) — командир 43-го пушечного артиллерийского полка 43-й армии, 1-го Прибалтийского фронта, полковник. Герой Советского Союза (1940).

## Биография
Родился в городе Верхнеднепровск Верхнеднепровского уезда Екатеринославской губернии (ныне в Днепропетровской области Украины). После окончания пяти классов верхнеднепровской начальной школы, поступил учится в фабрично-заводскую школу имени Дзержинского в Днепродзержинске, на кузнеца. работал кузнецом. В Красной Армии с 1929 года. В 1932 году окончил Киевское военно-артиллерийское училище в звании лейтенанта.
Командир артиллерийского дивизиона 301-го гаубичного артиллерийского полка 7-й армии, Северо-Западный фронт, капитан А. И. Дыдышко отличился во время советско-финской войны. Дивизион под его командованием уничтожил миномётные и артиллерийские батареи, 5 огневых точек, большое количество живой силы противника.
Во время Великой Отечественной войны А. И. Дыдышко на фронтах с июня 1941 года. Участвовал в обороне Москвы, освобождении Калининской, Смоленской и Витебской областей.
Погиб в бою на территории Городокского района Витебской области. Похоронен на воинском кладбище в городе Городок.

## Награды и звания
- Герой Советского Союза (1940)
- Орден Ленина
- Орден Александра Невского

## Память
- Мемориальный комплекс на военном кладбище "Бессмертие" в Городке (Витебская область)Именем А. И Дыдышко названа улица в городе Городок Витебской области.